# Pseudoproscopia scabra
Pseudoproscopia scabra är en insektsart som först beskrevs av Klug, J.C.F. 1820.  Pseudoproscopia scabra ingår i släktet Pseudoproscopia och familjen Proscopiidae. Inga underarter finns listade i Catalogue of Life.